# Лазаревський Василь Матвійович
Василь Матвійович Лазаревський (26 лютого 1817, Гирявка (нині с. Шевченкове Конотопського району Сумської області — 28 квітня 1890, Санкт-Петербург) — український громадський діяч, белетрист, представник знаменитої родини Лазаревських, що сповідували старовинний патріотизм Гетьманщини. Також чиновник Міністерства внутрішніх справ Російської імперії. 
Автор спогадів про Марка Вовчка.

## Походження
Народився у родовому маєтку нащадка сотенної старшини Голінської сотні Прилуцького полку Матвія Лазаревського. Батько на той час був судовим службовцем. А 1836 він отримав титул дворянина. 
1829—1833 Василь навчався в Чернігівській гімназії.
1841 закінчив юридичний факультет Харківського університету. У лютому 1844 на філософському факультеті Харківського університету захистив роботу на звання кандидата.
Два роки служив у Харківській палаті цивільного суду в чині губернського секретаря. Згодом переїхав на Дон, працював домашнім учителем у сім'ї учасника Франко-Московської війни В. Орлова-Денисова.

## Творчість
Займався перекладами російською мовою творів Вільяма Шекспіра: «Отелло», «Король Лір», «Макбет» - усі опубліковані в 1845 та 1865 роках.
1846 Лазаревський переїхав до Санкт-Петербурга, оприлюднив там свій перший твір — оповідання «Ночь в степи». Через матеріальну скруту 1847 поступив на державну службу. Отримав чин колезького секретаря і призначений чиновником з особливих доручень при голові Оренбурзької прикордонної комісії.

### Допомога Тарасу Шевченку
Як і його брати Федір і Михайло, Василь Лазаревський брав активну участь у долі Тараса Шевченка, засланого до Орської фортеці для відбування військової служби, допомагав йому матеріально.
Він також зберіг для наступних поколінь кілька малюнків і рукописів Т. Шевченка.
Хоча особистого познайомився з ним лише через 10 років — у березні 1858 р. Після зустрічі поет Т.Шевченко записав у щоденнику:
|  | "На удивление симпатичные люди эти прекрасные братья Лазаревские, и все шесть братьев, как один, замечательная редкость!" |

.

### Дружба із В.Далем
1848 Лазаревський відбув до Санкт-Петербурга у службових справах, там познайомився з Володимиром Далем, який тоді обіймав посаду правителя особливої канцелярії Міністерства внутрішніх справ. Завдяки цьому знайомству Лазаревський у червні 1848 призначений чиновником з особливих доручень при Петербургському цивільному губернаторові, а згодом — секретарем в особливу канцелярію МВС.
Поза службою він допомагав В.Далеві в роботі над «Толковым словарем живого великорусского языка», одночасно склав «Малорусско-русский словарь» (нині рукопис зберігається в рукописному відділі Нижегородської бібліотеки).
1851 опублікував оповідання «Мои старые знакомцы».
1852—1862 працював у департаменті уділів, а з 1863 по 1890 роки — у МВС: віце-директором та в. о. директора департаменту загальних справ МВС (1863—1866 рр.), членом ради міністра внутрішніх справ та член ради головного управління у справах друку (1867—1890 рр.).
1873 отримав звання таємний радник.

### Знайомство з видатними діячами
Василь Лазаревський мав багато знайомих серед відомих московитів: Іван Гончаров, Григорій Данилевський, Марко Вовчок, Олексій Писемський, Іван Тургенєв, Михайло Салтиков-Щедрін.
Залишив спогади «Мое знакомство с Далем» та спогади про Марка Вовчка (останні, однак, не опубліковані).
Допомагав у отриманні дозволу на видання журналу «Киевская старина».

## Смерть
Помер у місті Санкт-Петербург, похований на Смоленському кладовищі